# Acide sulfurique (roman)
Pour les articles homonymes, voir Acide sulfurique (homonymie).
Acide sulfurique est le quatorzième roman d'Amélie Nothomb, publié en 2005 chez Albin Michel.

## Résumé
Le cadre de ce roman d'anticipation est un camp de concentration qui sert de décor à une émission de télé-réalité.
Une émission de télé-réalité, nommée Concentration, est lancée. On y filme des prisonniers, choisis au hasard parmi la population et enlevés par rafles. Leurs conditions de vie sont épouvantables : ils sont peu nourris, insultés, battus par des surveillants appelés "Kapos". Chaque jour, deux prisonniers sont choisis et tués, sous le regard des caméras. Zdena, une des kapos, tombe éperdument amoureuse de Pannonique, héroïne du livre et prisonnière connue sous le matricule "CKZ 114". La kapo veut absolument connaître son nom, et est prête à tout pour cela, même à tuer les prisonniers qui sont proches de Pannonique. Pendant ce temps, les médias s'offusquent de l'horreur de l'émission, ce qui incite de plus en plus de gens à la regarder. Concentration arrive au paroxysme du scandale quand les producteurs décident d'accorder le choix des prisonniers tués au public. Les téléspectateurs votent en masse, de plus en plus de personnes regardent l'émission. Au fur et à mesure du temps, les règles du jeux vont changer en devenant de plus en plus exécrables.

## Commentaire
S’il est vrai qu’Acide sulfurique est une dystopie assez dérangeante, le livre a fait l’objet d’une vive critique (notamment dans Le Parisien) et a poussé l’écrivain à venir s’expliquer sur le plateau du Grand Journal de Canal+ où elle était soutenue par son ami Frédéric Beigbeder.